# Олександр Заславський
Олександр Янушович Заславський (бл. 1578 — 14 листопада 1629) — сенатор Речі Посполитої, волинський каштелян, брацлавський і київський воєвода, житомирський староста. Покровитель римо- та греко-католицької церков, спадкоємець Острозького князівства.

## Життєпис
Народився близько 1578 року в сім'ї князя Януша Заславського і княгині Олександри з Сангушків.
Впродовж 12 років студіював науки в університетах Німеччини, Нідерландів, Франції та Італії.
У своїх володіннях займався будівництвом. Спричинився до розбудови Новозаславського замку, в якому мешкав, будівництва Луцької брами в Дубному, добудови монастиря бернардинів у Заславі. Надав кошти, зокрема, для кляштору домініканців Ляхівців.
Дерманський монастир розташовувався у межах володінь брацлавського воєводи Олександра Заславського, який коротко перед 1627 роком навернувся до католицтва. Князь спільно з київським митрополитом Йосифом Велямином Рутським сприяли переходу його архимандрита Мелетія Смотрицького до унії.
Олександрові Заславському присвячені твори письменника-полеміста Мелетія Смотрицького «Apologia peregrinatiey do kraiów wschodnych» (1628) та «Paraenesis albo napomnienie» (1629).
Помер 14 листопада 1629 року у Львові, де брав участь в з'їзді греко-католиків. Труна з тілом князя Олександра Заславського стояла у львівській фарі до зими, потім її перевезли й поховали в рідному Заславі. З 1630-х прах спочивав у родинній крипті в храмі святого Івана Хрестителя.
У варшавській бібліотеці оо. Капуцинів зберігаються книги з приватної бібліотеки Олександра Заславського, зокрема: лат. Joan Herdani. De quatuor summis inferiis libri tres. Argentorati 1556; Opus chronologicum… auctore Jacobo Gordono Lesmoreo. Scoto. Societatis Jesu doctore theologo. Coloniae 1614; Petri Matthaei. Historiarum Franciae continuatarum… interprete Johanne Friderico Salveldt. Darmstadino. Francofurti 1613. Ймовірно, що до варшавської бібліотеки книги потрапили через бібліотеку монастиря оо. Капуцинів в Острозі. У острозькому Музеї книги та друкарства зберігається лат. Thesaurus Polonolatinograecus seu Promptuarium linguae Latinae et Graecae (1621) з суперекслібрисом Олександра Заславського.
У Державному архіві у Кракові, відділі на Вавелі, в архіві Санґушків, зберігається унікальний копіярій листів князя Олександра Заславського за 1616–1628 роки. Введені до наукового обігу Броніславом Горчаком 1902 року. Копіярію листів Олександра Заславського немає аналогів в збереженій епістолярній спадщині Речі Посполитої.

### Уряди (посади)
Волинський каштелян (1605–1613), житомирський староста (1609–1627), брацлавський (1613-1628) та київський (1628—1629) воєвода.

### Родинні зв'язки
Олександр Янушович був пошлюблений з Єфросиною Янушівною Острозькою (1605). Мав восьмеро дітей: Франциска, Кароля, Януша Василя, Костянтина Олександра, Владислава Домініка, Януша Ісидора, Сузанну, Констанцію. На хрещених батьків для своїх дітей запрошував убогих і жебраків.
| Олександра Григорівна Ходкевичівна | Олександра Григорівна Ходкевичівна | Олександра Григорівна Ходкевичівна | Олександра Григорівна Ходкевичівна | Олександра Григорівна Ходкевичівна | Олександра Григорівна Ходкевичівна |                                  |                                  |                                  |                                  |                                  |                                  | Роман Федорович Санґушкович | Роман Федорович Санґушкович | Роман Федорович Санґушкович | Роман Федорович Санґушкович | Роман Федорович Санґушкович    | Роман Федорович Санґушкович |  |  | Маріанна Петрівна Чапличівна-Шпановська | Маріанна Петрівна Чапличівна-Шпановська | Маріанна Петрівна Чапличівна-Шпановська | Маріанна Петрівна Чапличівна-Шпановська | Маріанна Петрівна Чапличівна-Шпановська | Маріанна Петрівна Чапличівна-Шпановська |                           |                           |                           |                           |                           |                           | Януш Кузьмич Заславський | Януш Кузьмич Заславський | Януш Кузьмич Заславський | Януш Кузьмич Заславський | Януш Кузьмич Заславський | Януш Кузьмич Заславський |  |  |
| Олександра Григорівна Ходкевичівна | Олександра Григорівна Ходкевичівна | Олександра Григорівна Ходкевичівна | Олександра Григорівна Ходкевичівна | Олександра Григорівна Ходкевичівна | Олександра Григорівна Ходкевичівна |                                  |                                  |                                  |                                  |                                  |                                  | Роман Федорович Санґушкович | Роман Федорович Санґушкович | Роман Федорович Санґушкович | Роман Федорович Санґушкович | Роман Федорович Санґушкович    | Роман Федорович Санґушкович |  |  | Маріанна Петрівна Чапличівна-Шпановська | Маріанна Петрівна Чапличівна-Шпановська | Маріанна Петрівна Чапличівна-Шпановська | Маріанна Петрівна Чапличівна-Шпановська | Маріанна Петрівна Чапличівна-Шпановська | Маріанна Петрівна Чапличівна-Шпановська |                           |                           |                           |                           |                           |                           | Януш Кузьмич Заславський | Януш Кузьмич Заславський | Януш Кузьмич Заславський | Януш Кузьмич Заславський | Януш Кузьмич Заславський | Януш Кузьмич Заславський |  |  |
|                                    |                                    |                                    |                                    |                                    |                                    |                                  |                                  |                                  |                                  |                                  |                                  |                             |                             |                             |                             |                                |                             |  |  |                                         |                                         |                                         |                                         |                                         |                                         |                           |                           |                           |                           |                           |                           |                          |                          |                          |                          |                          |                          |  |  |
|                                    |                                    |                                    |                                    |                                    |                                    | Олександра Романівна Санґушківна | Олександра Романівна Санґушківна | Олександра Романівна Санґушківна | Олександра Романівна Санґушківна | Олександра Романівна Санґушківна | Олександра Романівна Санґушківна |                             |                             |                             |                             |                                |                             |  |  |                                         |                                         |                                         |                                         |                                         |                                         | Януш Янушович Заславський | Януш Янушович Заславський | Януш Янушович Заславський | Януш Янушович Заславський | Януш Янушович Заславський | Януш Янушович Заславський |                          |                          |                          |                          |                          |                          |  |  |
|                                    |                                    |                                    |                                    |                                    |                                    | Олександра Романівна Санґушківна | Олександра Романівна Санґушківна | Олександра Романівна Санґушківна | Олександра Романівна Санґушківна | Олександра Романівна Санґушківна | Олександра Романівна Санґушківна |                             |                             |                             |                             |                                |                             |  |  |                                         |                                         |                                         |                                         |                                         |                                         | Януш Янушович Заславський | Януш Янушович Заславський | Януш Янушович Заславський | Януш Янушович Заславський | Януш Янушович Заславський | Януш Янушович Заславський |                          |                          |                          |                          |                          |                          |  |  |
|                                    |                                    |                                    |                                    |                                    |                                    |                                  |                                  |                                  |                                  |                                  |                                  |                             |                             |                             |                             |                                |                             |  |  |                                         |                                         |                                         |                                         |                                         |                                         |                           |                           |                           |                           |                           |                           |                          |                          |                          |                          |                          |                          |  |  |
|                                    |                                    |                                    |                                    |                                    |                                    |                                  |                                  |                                  |                                  |                                  |                                  |                             |                             |                             |                             | Олександр Янушович Заславський |                             |  |  |                                         |                                         |                                         |                                         |                                         |                                         |                           |                           |                           |                           |                           |                           |                          |                          |                          |                          |                          |                          |  |  |

## Цікаві факти
Під час конфлікту львівського бургомістра Бартоломея Уберовича зі шляхтичем С. Немиричем, коли останній викрав похилого віку Бартоломея Уберовича, Ян Юлій Лоренцович попросив допомоги у князя Олександра Заславського. Той надав роту жовнірів, які проходили через Львів, Ян Юлій Лоренцович на їх чолі кинувся в погоню за С. Немиричем, догнав за три милі після Заслава та відбив Уберовича. Немирича було піймано, сковано та відправлено за замок у Заславі.